# Hyperolius raymondi
Hyperolius raymondi es una especie de anfibio anuro de la familia Hyperoliidae.

## Distribución geográfica
Esta especie es endémica de Angola. Se encuentra en la provincia de Lunda Norte. Su presencia es incierta en Zambia y la República Democrática del Congo.

## Publicación original
- Conradie, Branch & Tolley, 2013: Fifty Shades of Grey: giving colour to the poorly known Angolan Ashy reed frog (Hyperoliidae: Hyperolius cinereus), with the description of a new species. Zootaxa, n.º 3635, p. 201–223.[3]